# Airth Castle

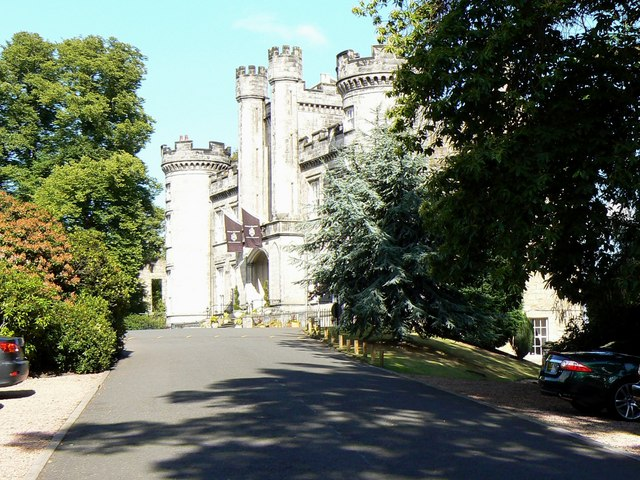
Airth Castle

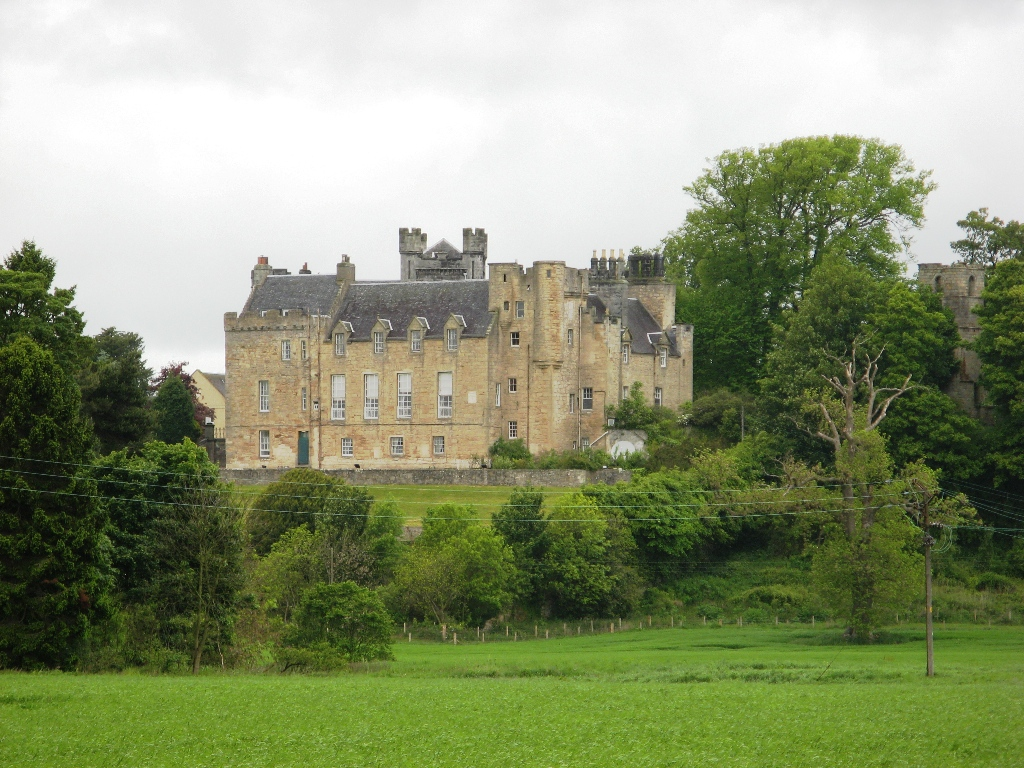
Rückseite von Airth Castle; rechts ist die Turmruine der Airth Old Parish Church zu erkennen

Airth Castle ist ein Schloss nahe der schottischen Ortschaft Airth in der Council Area Falkirk. 1972 wurde das Bauwerk in die schottischen Denkmallisten in der höchsten Kategorie A aufgenommen.

## Geschichte
Bereits im 13. Jahrhundert ist ein Herrenhaus an diesem Ort verzeichnet. Mitte des 15. Jahrhunderts fielen die Ländereien in den Besitz des Clans Bruce. Das alte Bauwerk brannte wahrscheinlich um 1488 nieder, wie aus einem Kostenvoranschlag an Rob Bruss of Ertht hervorgeht. Um diese Zeit wurde die Keimzelle des heutigen Airth Castle auf den Fundamenten der früheren Festung errichtet. Zunächst entstand ein Tower House, das in den folgenden Jahrhunderten stetig erweitert wurde. Zunächst wurde im frühen 16. Jahrhundert ein Flügel an der Ostseite hinzugefügt und dann im Jahre 1581 eine Erweiterung im Norden.
Anhand von Landkarten, die jüngste aus dem Jahre 1721, kann nachvollzogen werden, dass an der Westseite einst ein weiterer Flügel abging, der jedoch zwischenzeitlich niedergerissen wurde. 1762 wies das Schloss einen L-förmigen Grundriss auf. Im Jahre 1807 wurden die beiden Gebäudeenden durch einen neuen Flügel verbunden, wodurch grob ein dreieckiger Grundriss entstand. Im 20. Jahrhundert wurde Airth Castle umfangreich restauriert und beherbergt nun einen Hotelbetrieb.

## Beschreibung
Airth Castle liegt südlich von Airth. Direkt westlich liegt die Ruine der Airth Old Parish Church. Das ursprüngliche Tower House wies einen Grundriss von 10 m × 8,5 m auf. Für den im frühen 19. Jahrhundert entstandenen verblenden Flügel vor dem L-förmigen Gebäude zeichnet der bedeutende Architekt David Hamilton verantwortlich.